# 1908-as magyar birkózóbajnokság
Az 1908-as magyar birkózóbajnokság a hatodik magyar bajnokság volt. A bajnokságot május 3-án rendezték meg Budapesten, a régi képviselőházban.

## Eredmények
| Versenyszám | Arany              | Arany | Ezüst                    | Ezüst | Bronz                      | Bronz |
| ----------- | ------------------ | ----- | ------------------------ | ----- | -------------------------- | ----- |
| Könnyűsúly  | Orosz Miklós PTTSE |       | Téger József Törekvés SE |       | Maróthy József Törekvés SE |       |
| Középsúly   | Előd József MTK    |       | Gyapay Árpád MAC         |       | Gengely István PTTSE       |       |
| Nehézsúly   | Weisz Richárd MTK  |       | Luncza Sándor MTK        |       | Payr Hugó MTK              |       |